# Shannon McCurley
Shannon McCurley (Victòria, Austràlia, 26 d'abril de 1992) és una ciclista irlandesa, especialista en pista. Ha participat en els Jocs Olímpics de 2016.